# Розподіл Коші
Помилка Lua у Модуль:Navbar у рядку 61: Неприпустима назва {{subst:PAGENAME}}.
Крива Лоренца — функція однієї змінної {\displaystyle x} з двома параметрами {\displaystyle x_{0}} і {\displaystyle \gamma }
{\displaystyle f(x)={\frac {1}{\pi }}{\frac {\gamma }{(x-x_{0})^{2}+\gamma ^{2}}}}.
Графіки функції при різних значеннях параметрів показано на рисунку праворуч. Оскільки крива зустрічається в багатьох галузях науки вона має багато різних назв: лоренціан, функція Лоренца, розподіл Коші, розподіл Коші-Лоренца, розподіл Брейта-Вігнера.
Використовується для опису форми лінії в спектроскопії, часто зустрічається в фізиці, зокрема у квантовій механіці.

## Властивості
- Функція має максимум при {\displaystyle x=x_{0}}. При {\displaystyle \gamma \rightarrow 0} висота цього максимуму зростає до нескінченності, а ширина зменшується до нуля. Тому криву Лоренца часто використовують як наближення до дельта-функції.

{\displaystyle \lim _{\gamma \rightarrow 0}f(x)=\delta (x-x_{0})}.
- Розподіл Коші є безмежно подільним.
- Розподіл Коші є стійким.

## Інтеграли
{\displaystyle \int _{-\infty }^{\infty }{\frac {1}{\pi }}{\frac {\gamma dx}{(x-x_{0})^{2}+\gamma ^{2}}}=1}